# Newton Brook (dopływ Farrells River)
Newton Brook – strumień (brook) w kanadyjskiej prowincji Nowa Szkocja, w hrabstwie Cumberland, płynący w kierunku północno-zachodnim i uchodzący do Farrells River; nazwa urzędowo zatwierdzona 31 maja 1944.